# Stora Slätten
Stora Slätten är en sjö i Hylte kommun i Småland och ingår i Lagans huvudavrinningsområde. Sjön är 22,8 meter djup, har en yta på 2,65 kvadratkilometer och befinner sig 148 meter över havet. Sjön avvattnas av vattendraget Hulabäcken. Vid provfiske har bland annat abborre, braxen, gers och gädda fångats i sjön.

## Delavrinningsområde
Stora Slätten ingår i det delavrinningsområde (631816-136557) som SMHI kallar för Utloppet av Stora Slätten. Medelhöjden är 158 meter över havet och ytan är 17,51 kvadratkilometer. Det finns ett avrinningsområde uppströms, och räknas det in blir den ackumulerade arean 31,21 kvadratkilometer. Hulabäcken som avvattnar avrinningsområdet har biflödesordning 3, vilket innebär att vattnet flödar genom totalt 3 vattendrag innan det når havet efter 134 kilometer. Avrinningsområdet består mestadels av skog (67 %) och sankmarker (11 %). Avrinningsområdet har 2,87 kvadratkilometer vattenytor vilket ger det en sjöprocent på 16,4 %.

## Fisk
Vid provfiske har följande fisk fångats i sjön:
- Abborre
- Braxen
- Gärs
- Gädda
- Mört
- Siklöja